# 温瑞塘河
温瑞塘河，旧名永瑞塘河，又称七铺塘河、南塘河，也被称为温州人的“母亲河”，位于中国浙江省温州市境内瓯江和飞云江之间的温瑞平原，北起鹿城区温州旧城南门跃进桥，中由瓯海区，南至瑞安市城关东门白岩桥，全长34公里，因为古人以十里为一铺，故称“七铺塘河”。塘河干河面宽约在34～43米之间，以瑞安境内帆游埭为界：北段注入瓯江，属瓯江水系；南段注入飞云江，属飞云江水系。

## 水文水系

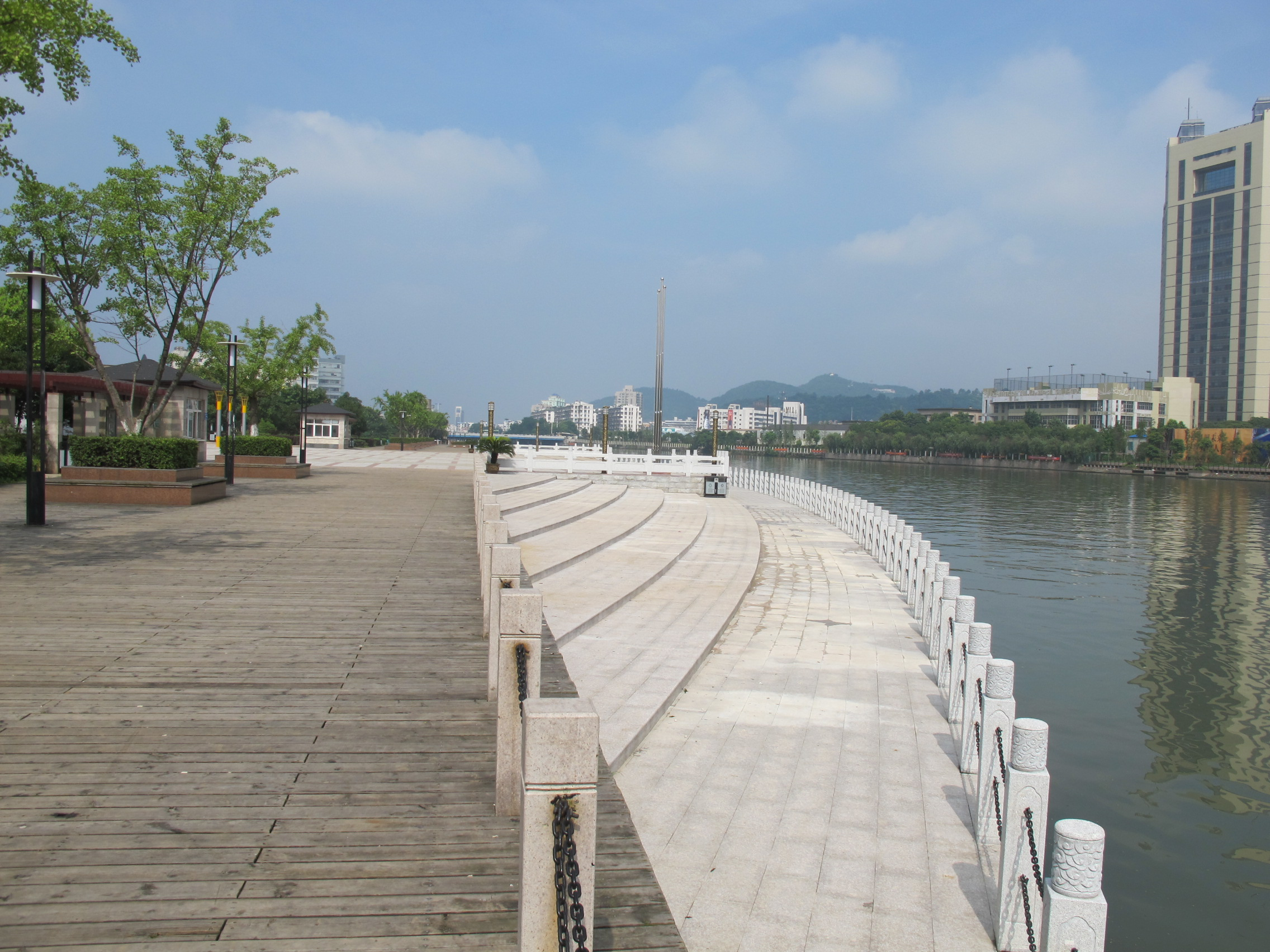
会昌河畔公园，会昌河为会昌湖别称

温瑞塘河温州市区至瑞安城关段为主河道，古称南塘河，明清时期称七铺塘河，1949年中华人民共和国成立以前俗称永瑞塘河，后因为永嘉县地改属温州故易名温瑞塘河。干流河道北起自鹿城区温州府城小南门跃进桥，向南流经梧田、南白象、丽岙、塘下、莘塍等地，西折至瑞安市城关东门白岩桥，全长33.85千米，瑞安境内达20.4公里，温州市区境内13.45千米。河道一般宽度为50米，最宽处达到100余米，最狭窄则仅13米，中在梧田、南白象、丽岙的帆游有三处浅滩。河道弯道曲度半径一般为110米，最小达60米。温州市区至丽岙帆游段河床为硬泥质底质，帆游至瑞安县城东门则为淤泥质。温瑞塘河正常水位2.92米，警戒水位3.12米，危险水位3.62米。如遇到洪涝灾害，可以在北面通过划龙桥河等支流排入瓯江；南面通过瑞安段塘河、中塘河、人民河排入飞云江。
会昌湖为温瑞塘河疏浚早期的工程，在唐代沟通温瑞塘河，当时湖面可以达到400余公顷。随着滩涂淤积和沿海围垦，温州地区海岸线逐渐向外移动，人们不断开凿新的河道，构成了纵横交错的温瑞塘河河网，主要干河有西山河、划龙桥河、中塘河、人民河等。

## 历史
温瑞塘河历史悠久，最早为温州海岸线与大罗山之间的海峡，后随着海岸线迁移，在西汉初期演化为瓯江入海南支，在东晋时期形成宽阔的水道。旧志记载其开凿于晋代，而根据史料主河道左岸本是唐代海塘遗迹所在，塘路修建于唐上元至贞元年间，到大和年间已成雏形。唐会昌四年（844年），温州刺史韦镛主持治水，花费四年时间疏浚温州城市周边水道以防水患，将温州城中水向南导流至塘河，往北至环城河分支注入瓯江。南宋淳熙四年（1177年），温州太守韩彦直募集万余民众疏浚塘河，修成河道2.3万余丈。淳熙十四年（1187年），温州知州沈枢重新修建塘河，重修段长70里，两岸砌石，河道从此保持稳定至今。明清两朝实行海禁，因此温瑞塘河内河航运之利受到重视：明洪武、嘉靖、万历年间，于塘河均有疏浚整治之举；清道光二十四年（1844年），瑞安人洪守一募资修筑瑞安县城东门至帆游埭段塘河40里，花费白银总计4000余两。光绪三十二年（1906年），“永瑞”轮首航温瑞塘河，在温瑞塘河从事内河客运和货运；民国时期，塘河航运更为繁忙，航线延伸至诸支流。1949年以后，沿线各区县政府多次发动群众，拓宽和加深塘河干支线河道270多条，共长140多公里，并且在塘河干流新建、改建桥梁30多座。1984年，瓯江翻水站竣工，塘河可以直接从瓯江补充水源。1987至1989年间，瑞安市和鹿城区先后组织多部门会同地方乡镇，清理河道违章设障地带。

## 航运
温瑞塘河可通航20至30吨级船只，属8级航道，为温州市区至瑞安内河航运的主动脉。航道干流在吴桥分支至瞿溪、桐岭，在梧田分支到状元，在南白象分支到茶山，在塘下塘口村分支到梅头，在仙岩渔潭村分支到丽岙。
塘河在南宋时有“八十里荷塘”之称，时诗人陈傅良云“石塘十里，巨石纵横鳞莘”，即证塘河当时已经修建有有石砌堤岸，元代曾经强令拆除砌石以筑城。宋代淳熙十四年（1187年），温州知州沈枢修筑南塘70里，在瑞安境内修有水闸56处。清代乾隆二十六年（1761年），瑞安知县刘畿疏浚县城北河道，塘河连接护城河，塘河与飞云江仅仅一坝相隔。民国三十年（1941年），温州市府令沿线地方肃清野荷花以便利航运。1949年后，地方交通部门拨款改建跨航道桥梁，又对部分船埠河段挖深。文革期间，沿线居民修建屋舍侵占航道，1979年后逐步拆除了这些建筑。1982年，温州航管局疏浚梧田境内浅滩，自此温瑞线航道可以通航40吨级船只。后又在沿线修建码头30余座。1983年，建成瓯江翻水站，能够在大旱季节维持一定航运水位。
温瑞航道自南宋即为温州运输要道，沿岸集镇也发展为水运港埠，旧时依靠人力或者风力帆船运输。清光绪三十二年（1906年），瑞安人孙诒让集资创办永瑞小轮公司，“永瑞”轮首航塘河温瑞两地，每日两班来回。至1949年5月温州解放，温瑞塘河私营航运汽轮行凡8家，分别为安平、通济、安利、通利、泰利、新公平、华胜、永强，有温州至瑞安南山、温州至梅头、温州至瞿溪、温州至桐岭、温州至瑞安鲍田、温州至茅竹岭共8条航线，拖船总计18艘，日客流量2000-3000人次。1956年社会主义改造后全部改为公私合营，1958年温州市成立内港河内河航运站统一经营客运业务。1960年代，温瑞航线客流量激增，每日10多客运班次，客运仍十分拥挤。据1973年统计，内河运量达到616万人次，后因公路建设兴起，客流转为公路运输，1978年后航运业务由国有经营转为个体经营为主。
1991年，温瑞航线全线仍有30多站点，每站相隔约一千米，全程3角6分，被称为“水上公交”；2005年后，公路交通日益完善，包括温瑞航线在内的温州市内客运航线相继停航。2015年，温州市政府公布《温州美丽水乡核心区“一环三线”航道及码头建设规划》，计划在塘河建立四条航道：第一位中环线，由南塘游船码头出发，经体育中心、世纪广场、划龙桥河至南塘游船码头；第二为西线，南塘游船码头出发，经瓯海龙舟基地至动车南站；其三为东线，南塘游船码头出发，经蒲州河至蒲州水闸；最后为南线，南塘码头出发沿温瑞塘河主航道经梧田至白象水乡风情街。航道总长约30公里，设计标准为7级或准7级，建成后将可满足30座以下的内河标准游船双向通航的条件。

## 水利管理
温瑞塘河是温瑞平原40万亩农田主要的灌溉、排涝河道，也是沿河居民生活以及城乡工矿企业用水的主要水源。唐会昌年间，温州刺史韦镛治理会昌湖三溪汇流的水患，开凿河道十里，使得塘河由水患变为水利。如今，温瑞塘河流域的温瑞平原人口达到300万人，灌溉面积有50万亩。

### 水则管理
北宋元祐三年（1088年），温瑞塘河有了最早的蓄水和泄水标准，即陡门《水则》，镌刻在府城谯楼前五福桥第一间第一条石柱上，规定水位在“平”字以上高7寸则开陡门泄水，“平”字为合适水位，“平”字下三寸则需要关闭陡门，民国二十二年测量“平”字高程为6.84米（以杭州紫薇台水准平面测算）。明代弘治九年修筑上陡门时，也在陡门左墩刻“开”“平”“闸”三字水则，1942年华北水利会测得“开”字高程7.15米，“平”字6.92米，“闸”字6.80米。民国二十三年制定新水则，较宋代高18寸，“平”字高程8.0米，全年以此为标高分枯水、中水、洪水三时期使用：冬季枯水期，各陡门均关闭，仅启闭海坦、白莲塘二闸；春秋中水时，再开西门、东门、南门各闸，仍以枯水办法调剂水量；夏季洪水时，所有陡门开启，待水位至水则时再行关闭，如果水位不涨则逐渐关闭各闸。民国三十一年，再以海坦山麓井圈石10.0米为准，规定6.90米为“平”；1950年，永瑞塘河联防委员会规定水位7.0米开闸，7.0米关闸。1955年，温州地区防汛抗旱指挥部规定水闸以吴淞基面5.0米为关闸水位。
1986年，温瑞塘河管委会规定塘河的警戒水位为3.12米，平时最高蓄水位为2.72米。1991年8月，温瑞塘河水系管理处编制文件，规定危险水位为3.62米，警戒水位为3.12米，正常水位为2.92米，为保障水质一般最低水位控制在2。12米，汛期控制水位再2.72米，梅雨季节过后各陡门封闭时控制水位2.92米。

### 水质污染
温州市是改革开放后公布的全国对外开放港口城市之一，随着工业化、城镇化发展，大量工业和生活污水排入塘河，水质逐年恶化，鹿城区与瑞安城关段污染尤为严重。根据1990年调查，塘河污染主要来自工业污染、生活污染和农业化肥和航运机油污染三方面。1986-1990年间，温州市环保局评估市区河网，西山和南塘二河属于清洁水，娄桥、牛山属于轻污染，城市内河属于重污染。温州当地人以“60年代淘米洗菜，70年代洗衣灌溉，80年代开始变坏，90年代鱼虾绝代”形容温瑞塘河的水质污染；1997年开始，温州市政府决定治理温瑞塘河。2012年1月，尽管温州地区降水量仅为往年约一半，但温瑞塘河呈现为近年来水质最好面貌。2014年后，河道淤泥已显著减少，塘河每年从飞云江、瓯江引水多达2亿立方米，提升水体流动性和自净能力，沿河片区污水管网整治工作，确保污水得到有效收集，在“一环三线”内排放污水基本得到拦截，沿河道建有绿化景观带，水环境也得到改善。